# Plachy-Buyon
Plachy-Buyon és un municipi francès situat al departament del Somme i a la regió dels Alts de França. L'any 2007 tenia 894 habitants.

## Demografia

### Població
El 2007 la població de fet de Plachy-Buyon era de 894 persones. Hi havia 348 famílies de les quals 68 eren unipersonals (28 homes vivint sols i 40 dones vivint soles), 96 parelles sense fills, 152 parelles amb fills i 32 famílies monoparentals amb fills.
La població ha evolucionat segons el següent gràfic:

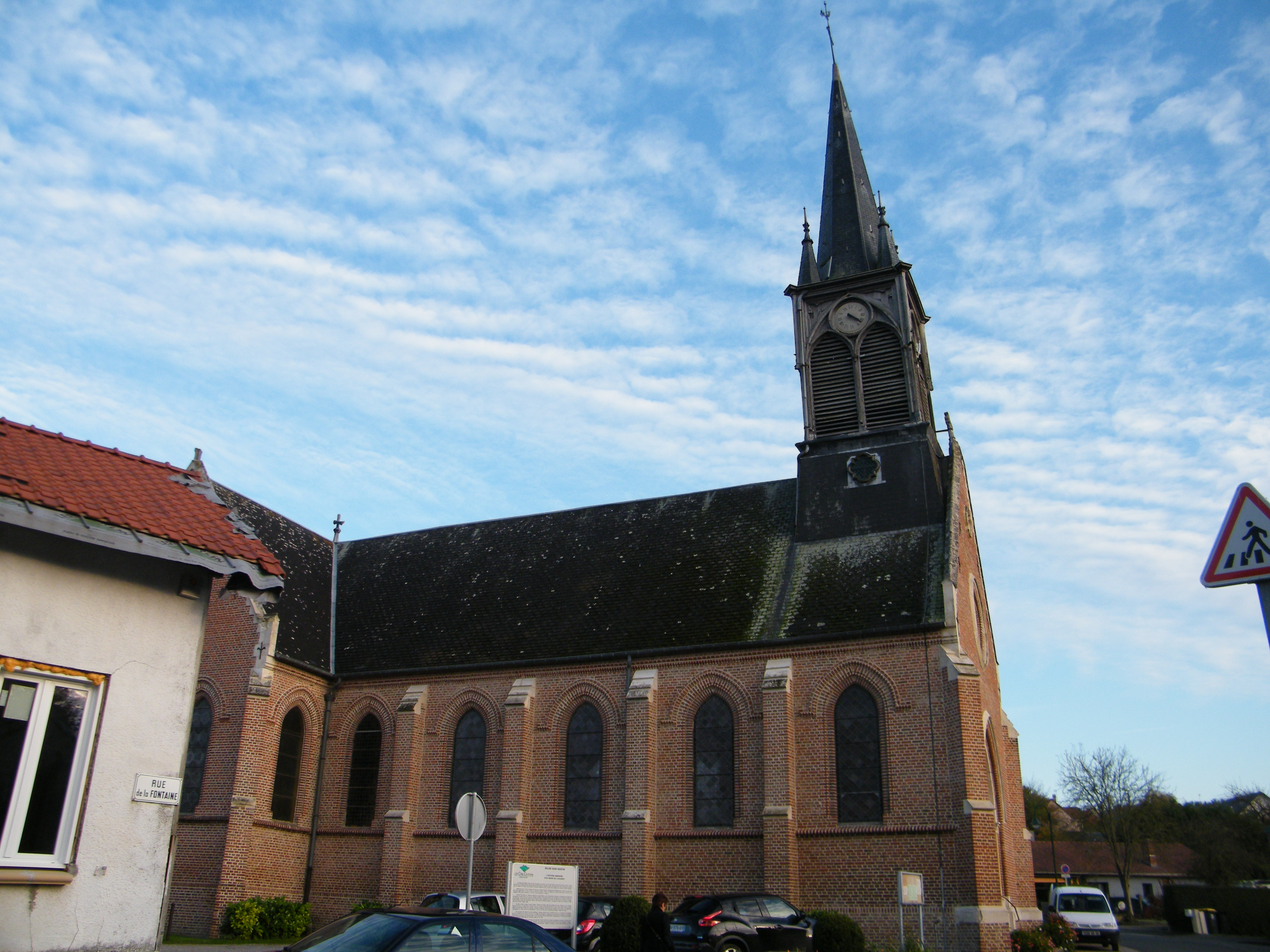

Habitants censats

### Habitatges
El 2007 hi havia 365 habitatges, 346 eren l'habitatge principal de la família, 1 era una segona residència i 18 estaven desocupats. 359 eren cases i 6 eren apartaments. Dels 346 habitatges principals, 318 estaven ocupats pels seus propietaris, 21 estaven llogats i ocupats pels llogaters i 7 estaven cedits a títol gratuït; 2 tenien una cambra, 11 en tenien dues, 23 en tenien tres, 66 en tenien quatre i 244 en tenien cinc o més. 288 habitatges disposaven pel capbaix d'una plaça de pàrquing. A 125 habitatges hi havia un automòbil i a 204 n'hi havia dos o més.

### Piràmide de població
La piràmide de població per edats i sexe el 2009 era:
| Homes | Edats   | Dones |
| ----- | ------- | ----- |
| 0     | 95 o +  | 0     |
| 0     | 90 a 94 | 0     |
| 4     | 85 a 89 | 0     |
| 0     | 80 a 84 | 0     |
| 8     | 75 a 79 | 16    |
| 4     | 70 a 74 | 12    |
| 20    | 65 a 69 | 20    |
| 36    | 60 a 64 | 20    |
| 24    | 55 a 59 | 28    |
| 36    | 50 a 54 | 36    |
| 28    | 45 a 49 | 36    |
| 44    | 40 a 44 | 44    |
| 24    | 35 a 39 | 44    |
| 60    | 30 a 34 | 40    |
| 32    | 25 a 29 | 20    |
| 24    | 20 a 24 | 28    |
| 28    | 15 a 19 | 40    |
| 36    | 10 a 14 | 28    |
| 24    | 5 a 9   | 28    |
| 24    | 0 a 4   | 32    |

## Economia

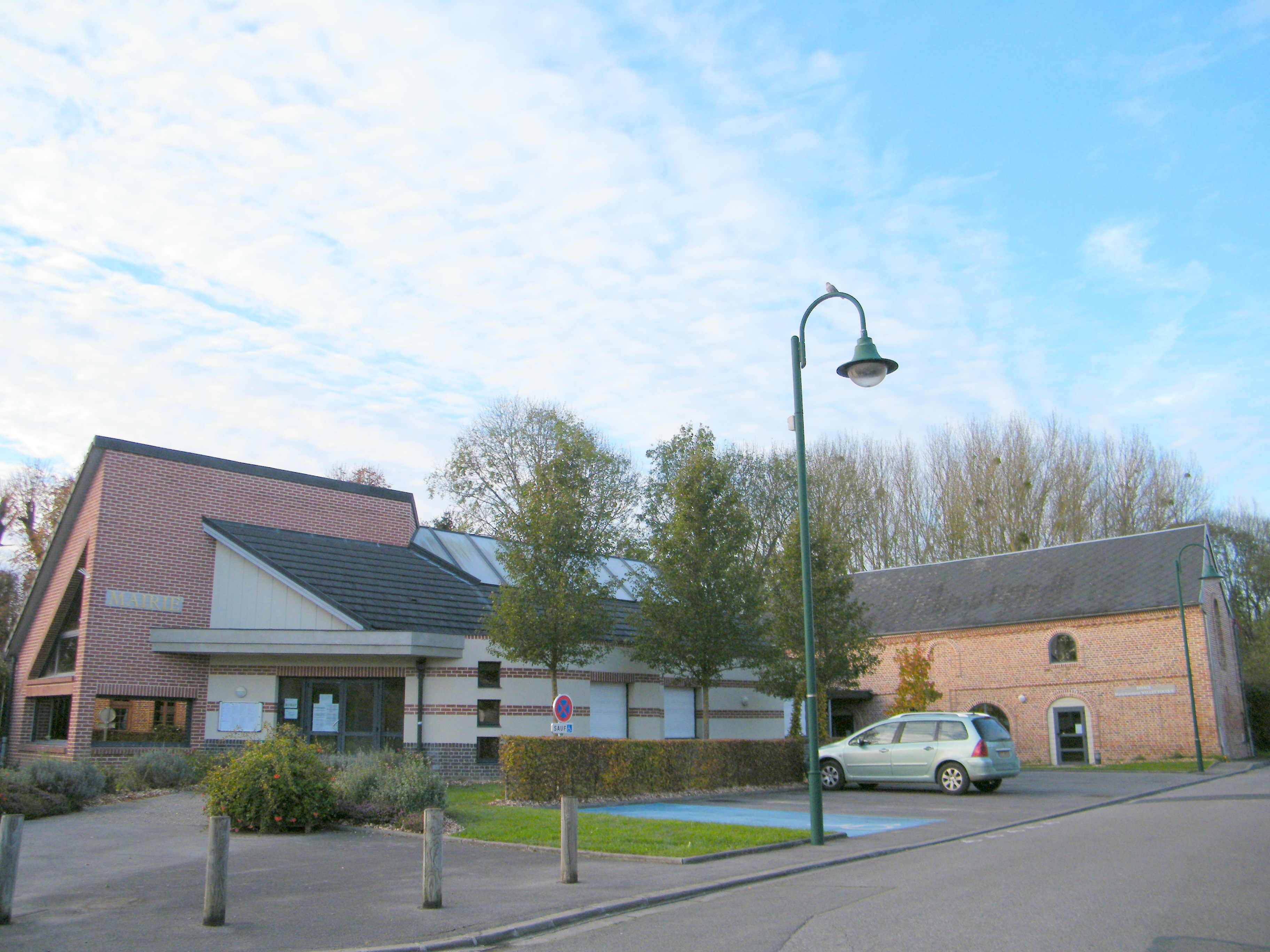

El 2007 la població en edat de treballar era de 616 persones, 429 eren actives i 187 eren inactives. De les 429 persones actives 410 estaven ocupades (201 homes i 209 dones) i 19 estaven aturades (12 homes i 7 dones). De les 187 persones inactives 83 estaven jubilades, 75 estaven estudiant i 29 estaven classificades com a «altres inactius».

### Ingressos
El 2009 a Plachy-Buyon hi havia 343 unitats fiscals que integraven 901 persones, la mediana anual d'ingressos fiscals per persona era de 24.591 €.

### Activitats econòmiques
Dels 18 establiments que hi havia el 2007, 1 era d'una empresa alimentària, 1 d'una empresa de fabricació d'altres productes industrials, 3 d'empreses de construcció, 3 d'empreses de comerç i reparació d'automòbils, 2 d'empreses de transport, 1 d'una empresa d'hostatgeria i restauració, 2 d'empreses immobiliàries, 2 d'empreses de serveis, 2 d'entitats de l'administració pública i 1 d'una empresa classificada com a «altres activitats de serveis».
Dels 6 establiments de servei als particulars que hi havia el 2009, 1 era un taller de reparació d'automòbils i de material agrícola, 1 paleta, 1 guixaire pintor, 1 fusteria, 1 perruqueria i 1 agència immobiliària.
L'únic establiment comercial que hi havia el 2009 era una fleca.
L'any 2000 a Plachy-Buyon hi havia 7 explotacions agrícoles.

## Equipaments sanitaris i escolars
L'únic equipament sanitari que hi havia el 2009 era una farmàcia.
El 2009 hi havia una escola elemental integrada dins d'un grup escolar amb les comunes properes formant una escola dispersa.

## Poblacions més properes
El següent diagrama mostra les poblacions més properes.